# رولاند د نوه
رولاند د نوه (انگلیسی: Roland de Neve؛ زادهٔ ۱۹ فوریهٔ ۱۹۴۴) دوچرخه‌سوار اهل بلژیک است.